# Hochlinfjellet
Hochlinfjellet är ett berg i Antarktis. Det ligger i Östantarktis. Norge gör anspråk på området. Toppen på Hochlinfjellet är 2 760 meter över havet.
Terrängen runt Hochlinfjellet är kuperad åt sydost, men åt nordväst är den bergig. Hochlinfjellet är den högsta punkten i trakten. Trakten är obefolkad. Det finns inga samhällen i närheten. 